# Sígri
Pour les articles homonymes, voir Sigri.
Sígri, en grec moderne : Σίγρι, est un village de l'île de Lesbos, en Grèce. Selon le recensement de 2011, Sígri compte alors 333 habitants. Il est situé dans la partie occidentale de l'île et à 94 km de Mytilène, son chef-lieu. Depuis 2019, le village est rattaché au dème de Lesbos-Ouest à la suite de la suppression du dème unique de Lesbos dans le cadre du programme Clisthène I.
Les îles Nisiópi (Νησιώπη) et Sedoúsa (Σεδούσα) face au village créent un port naturel. À Sígri se trouve la forêt pétrifiée de Lesbos, qui fait partie du réseau mondial des géoparcs de l'UNESCO.

## Histoire
Le nom Sígri vient probablement du vénitien Siguro, qui signifie sûr, c'est-à-dire port sûr. Les Romains la considéraient à l'abri des incursions constantes des pirates. De nos jours, Sigoúrion (Σιγούριον) a prévalu et ensuite le nom officiel, qui est Sígrion (Σίγριον).
La première mention du nom de Sígrion est faite par Strabon ("Géographie", XIII, 2, 2), mais on ne sait pas quand un établissement a été créé dans la région.
Après le XIVe siècle il constitue une communauté organisée, mais pendant la période ottomane il est déserté plusieurs fois en raison des nombreuses attaques de pirates. En 1667, Sígri est pillé par le pirate Georgio Maria Vitali. En 1757, Soliman Pacha construit un château, qui est encore conservé aujourd'hui. On suppose qu'il existait une forteresse des Gattilusi au même endroit. À cette époque il y avait une mosquée, une école, un hammam et un aqueduc transportant l'eau d'une source adjacente. En 1789, le château comptait une garnison de cent hommes qui disposaient de deux cents canons. En 1823, les Psariens tentent un raid sur le village, mais après leur retrait, les Ottomans exercent des représailles sur la population chrétienne. À la fin de la domination ottomane, Sígri est habité par des Turcs, tandis que les Grecs ne s'y installent qu'au début du XXe siècle.
Avec la libération, en 1912, le château cesse d'exister en tant que camp turc et passe aux mains des Alliés, qui l'utilisent comme base d'approvisionnement pendant la Première Guerre mondiale. Plus tard, avec l'échange de population, les habitants turcs quittent Sígri et des réfugiés grecs d'Asie Mineure s'y installent. Il s'agit principalement d'habitants du village de Chuhlia (aujourd'hui Tuzla), de l'île de Pasalimáni dans la mer de Marmara, de Ténédos et de Phocée et moins de la région de Smyrne, de Panormo, d'Artaki et d'Istanbul ou d'autres régions. 

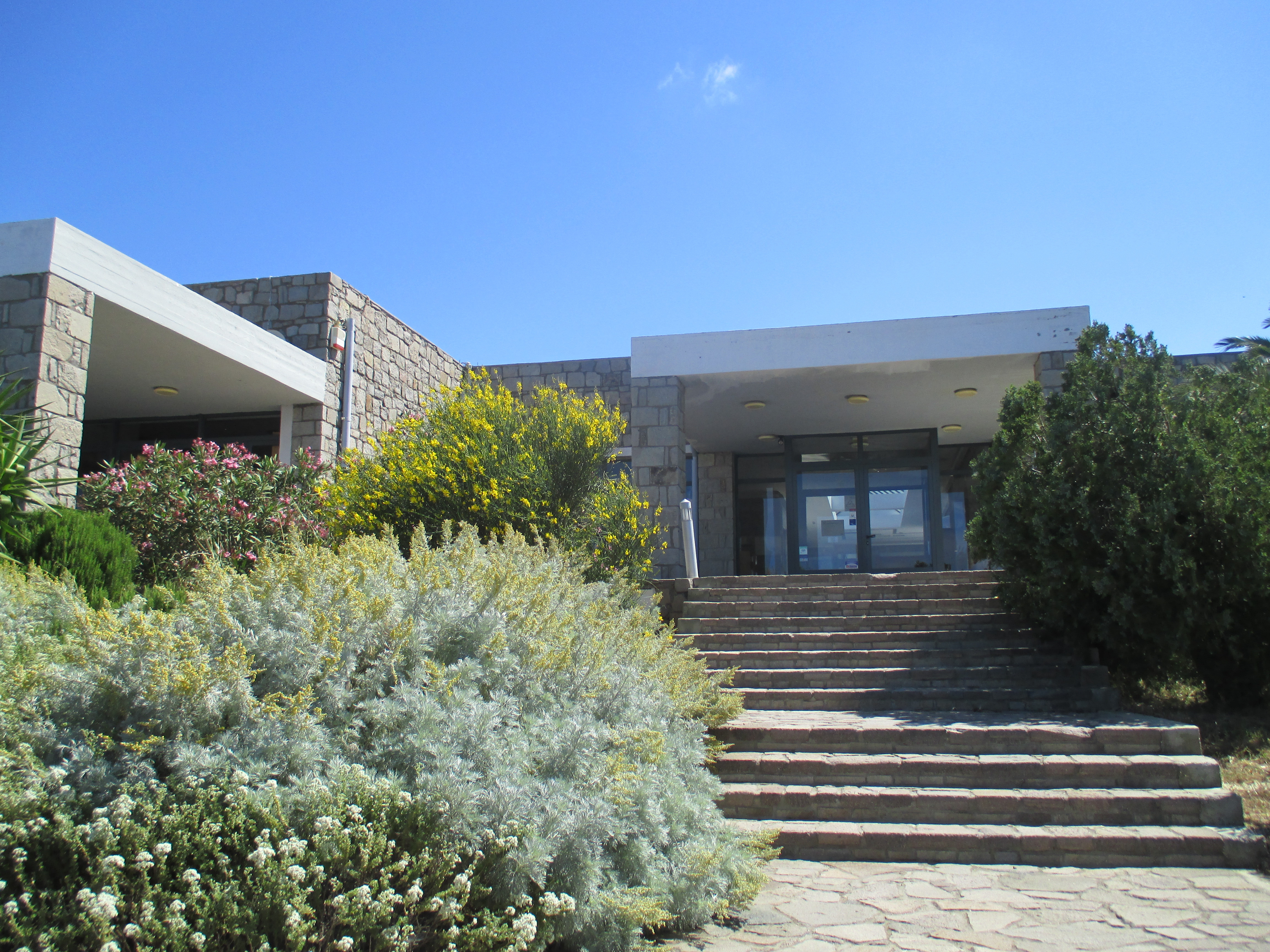
Le musée d'Histoire naturelle de la forêt pétrifiée de Lesbos.

Les habitants réfugiés ont une tradition de navigation et de pêche, et les navires marchands sigriens sillonnent la mer Égée jusqu'à la Seconde Guerre mondiale, lorsque ces petites entreprises s'effondrent. Entre 1950 et 1960, plusieurs résidents émigrent dans la région d'Athènes, mais aussi en Australie, aux États-Unis et au Canada.
En juin 1959, le prix Nobel de littérature, Albert Camus, rend visite à Sígri dans le bateau de son éditeur Michel Galimard. Fasciné par le paysage et bouleversé par les habitants, Camus déclare : « Plus tard, lorsque nous avons jeté l'ancre à Sígri, j'ai été enchanté par le dépouillement pittoresque du paysage, la simplicité des habitants, la forêt pétrifiée et la légende de cette autre forêt qu'ils disent se trouver au fond de l'eau. C'est ici que je veux venir vivre et travailler. C'est la place des dieux ![citation nécessaire] ».

## Sígri actuel

Le port de Sígri.

Les habitants de Sígri se consacrent à la pêche, à la navigation, à l'élevage et au tourisme, car le paysage volcanique particulier de la région, avec le musée naturel historique et la forêt pétrifiée, ainsi que ses plages attirent les touristes. Dans le village également, outre le château, qui est maintenu en bon état, on trouve la mosquée, qui fonctionne comme une église depuis 1923, ainsi que les ruines du bassin et du hammam. Plus largement, dans la région se trouve le monastère d'Ypsilos en l'honneur de Saint Jean le Théologien.
Le village dispose d'une marina et d'un port, qui est relié par bateau, en été, à Thessalonique et Kavala.
La belle plage de sable de Panagía Faneroméni est située à 4 km au nord de Sígri.

## Megalonísi

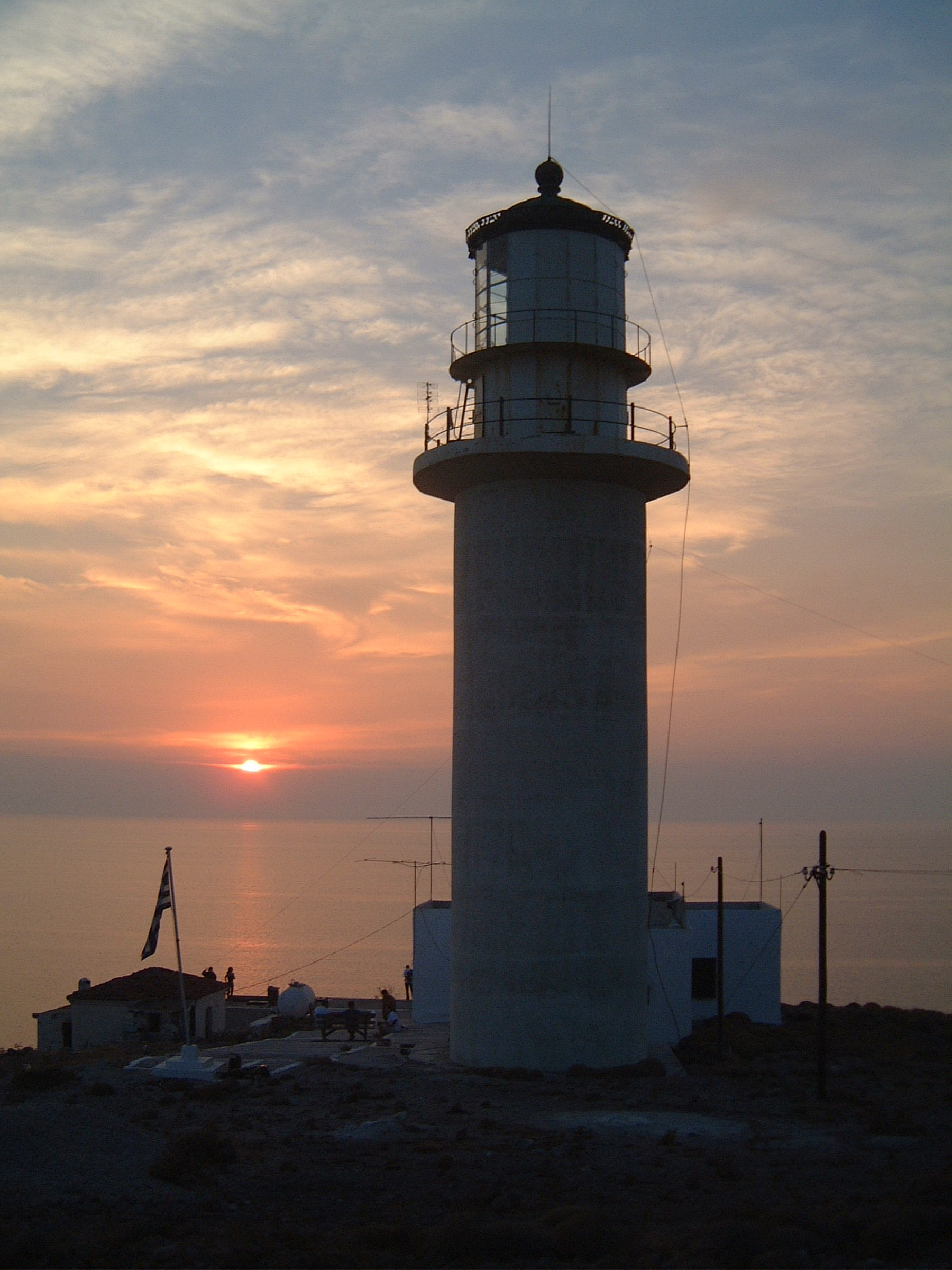
Le phare de Megalonísi.

L'île de Megalonísi (el) ferme la baie de Sígri, créant un grand port naturel où mouillent les navires qui traversent la mer Égée ou le Bosphore : « C'est le seul port où l'on trouve des marins d'Andros à Ténédos »[réf. nécessaire]. Elle est plus connue sous le nom de Nisiópi (Νησιώπη), mais aussi , plus rarement, de Meganísi (Μεγανήσι) et est la plus grande île de Lesbos. Elle a une forme allongée, une longueur de 2,57 km, une largeur maximale de 500 mètres et une largeur minimale de 100 mètres.
Son sol est volcanique. Il est recouvert d'une végétation basse. Dans le passé, l'île était louée comme pâturage, tandis que les gardiens de phare qui vivaient dans le phare cultivaient des légumes. Il y a toujours eu beaucoup de lapins sauvages à Nisiópi. Il y a quelques années, une épidémie a dangereusement réduit leur population. Nisiópi est un lieu ouvert au public et aux visiteurs. Au sud-est de l'île se trouve une belle plage, propice à la baignade.

## Forêt pétrifiée

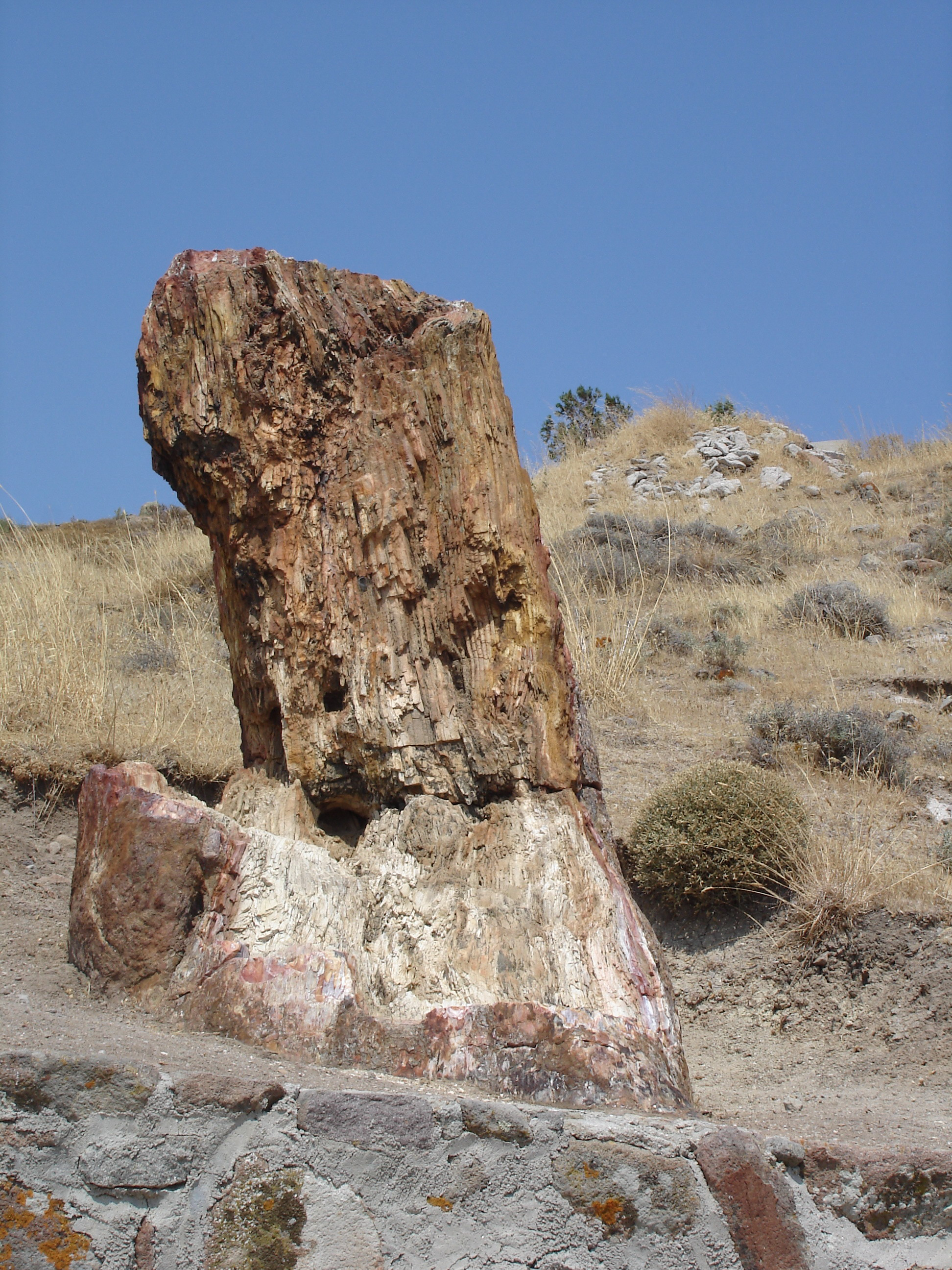
Un arbre pétrifié.

La forêt pétrifiée de Lesbos est l'un des monuments du patrimoine géologique les plus beaux et les plus rares au monde. Elle a été créée il y a environ 20 millions d'années, lorsque des matériaux volcaniques ont recouvert et pétrifié la forêt qui recouvrait alors la région. L'État grec, reconnaissant la grande valeur environnementale, géologique et paléontologique de la forêt pétrifiée de Lesbos, l'a déclarée « Monument de la nature à préserver ».
La création de la forêt pétrifiée est liée à l'intense activité volcanique de la mer Égée du Nord, il y a environ 20 millions d'années. Le nombre élevé des troncs fossilisés qui sont conservés debout et avec leur système racinaire en pleine croissance, prouve que les arbres ont été fossilisés dans leur position naturelle et n'ont pas été déplacés à l'endroit où nous les trouvons aujourd'hui. En d'autres termes, il s'agit d'une forêt pétrifiée indigène.
Aujourd'hui, l'érosion naturelle des roches volcaniques révèle des troncs d'arbres spectaculaires, debout ou tombés, qui atteignent jusqu'à vingt mètres de long, tandis que le diamètre des troncs fossilisés avoisine les trois mètres. Ces dernières années, les fouilles systématiques menées par le musée d'histoire naturelle de la Forêt pétrifiée de Lesbos dans la région environnante ont également permis de mettre au jour des découvertes d'une valeur scientifique particulière.
La forêt pétrifiée révèle des informations sur la composition de la flore (un indicateur important des conditions climatiques et environnementales et de leurs changements), et en même temps c'est un livre unique qui enregistre toute l'histoire géologique du bassin égéen au cours des 20 derniers millions d'années.
Les découvertes dans la zone de la forêt pétrifiée révèlent que la zone faisait partie d'une forêt mixte de conifères et d'angiospermes, ce qui indique que la flore de la zone avait considérablement évolué. Les conifères sont représentés par des genres des familles Taxodidae, Protopycidae, Pinecidae et Cypressidae. Les angiospermes comprennent plusieurs des espèces fossiles qui ont été identifiées, comme le cannelier, le laurier, le mélèze, le noyer, le hêtre, l'aulne, le sycomore, l'érable et de nombreuses espèces de chênes (valanidés). Les fossiles de palmiers sont particulièrement importants, car ils constituent la première trace de palmiers fossiles. La composition de la flore fossile montre que la forêt pétrifiée de Lesbos s'est développée sous un climat subtropical.